# Al-SiC
L'Al-SiC ou alliage aluminium-carbure de silicium, encore abrégé en AlSiC, ou Al/SiC est un matériau polyphasé, composé d'une matrice métallique d’aluminium Al, renforcé de particules de carbure de silicium SiC, typiquement de 30 % à 60 %.

## Caractéristiques
Une excellente conductivité thermique dix fois supérieure au titane et au kovar soit de 150  à   200 W/m/K en fait un matériau de choix pour la fonction refroidissement du boîtier des semi-conducteurs de puissance. Sa densité est de l'ordre de 3,0. Si sa masse volumique le rapproche de l'aluminium, il possède un coefficient de dilatation quasiment nul. Son coefficient de dilatation thermique n'est que de 6,5  à   9 ppm/K.
Le principal inconvénient à l’utilisation industrielle de ce matériau reste sa difficile soudabilité, pour cette raison l'AlSiC est souvent recouvert d'une couche de nickel.

## Usages
- Substrat de semi-conducteurs[1], de façon industrielle depuis les années 1990[2].